# ورزشگاه شهید متقی
ورزشگاه شهید متقی ورزشگاهی در شهر ساری مرکز استان مازندران است. صنعت ساری و استقلال ساری بازی‌های خانگی خود را در این ورزشگاه انجام می‌دادند.
این ورزشگاه تخریب شده و سالهاست به دنبال بازسازی آن هستند و کسی به داد این ورزشگاه قدیمی نمیرسید.

## رویداد ۱۶ اردیبهشت ۱۳۸۰
در ۱۶ اردیبهشت ۱۳۸۰، تیم‌های پرسپولیس و شموشک در این ورزشگاه به دیدار هم رفتند که به دلیل ازدحام بیش از حد تماشاگران، شماری از آنها برای تماشای بازی به بالای سقف سکوها رفتند و به دنبالشان تماشاگران دیگری نیز خود را به روی سقف رساندند که با افزایش تعدادشان و ورود فشار به ستون‌ها و تیرچه‌ها دقیقاً در هنگام آغاز نیمهٔ دوم سقف ورزشگاه فرو می‌ریزد و شماری از حاضرین که هیچگاه شمار دقیق‌شان اعلام نشد کشته و زخمی شدند.

## بازی‌های مهم
با توجه به اینکه شهر ساری هیچگاه در سطح یک فوتبال ایران نماینده نداشته‌است، این ورزشگاه چندان بازی‌های مهمی را به خود ندیده‌است. به جز ۳ بار حضور پرسپولیس در این ورزشگاه:
- استقلال بندر ترکمن - پرسپولیس (جام حذفی ۱۳۶۵)
- شموشک نوشهر - پرسپولیس (مرحله یک هشتم جام حذفی ۸۲–۸۱)
- نوژن ساری - پرسپولیس (مرحله نیمه‌نهایی جام حذفی ۸۵–۸۴)